# Generalni konzulat Republike Slovenije v Barceloni
Generalni konzulat Republike Slovenije v Barceloni je diplomatsko-konzularno predstavništvo (konzulat) Republike Slovenije s sedežem v Barceloni (Španija); spada pod okrilje Veleposlaništvu Republike Slovenije v Španiji.
Trenutni častni generalni konzul je Alberto Estrada Vilarrasa.